# Westend Tower
De Westend Tower is een wolkenkrabber in de Duitse stad Frankfurt. Het is het hoofdgebouw van de DZ Bank. Het gebouw is ook bekend onder de naam Kronenhochhaus, "de wolkenkrabber met de kroon". Het is gelegen aan Westendstraße 1 en staat in de lijst van hoogste gebouwen van Europa.
Met een hoogte van 208 meter is, het in 1993 gebouwde bouwwerk, het op twee na hoogste gebouw van Frankfurt. De toren telt 53 verdiepingen en is in eigendom van DZ Bank. De buitenkant bestaat uit fijn licht graniet. De 95 ton wegende kroon wordt 's winters verwarmd om bevriezing te voorkomen.

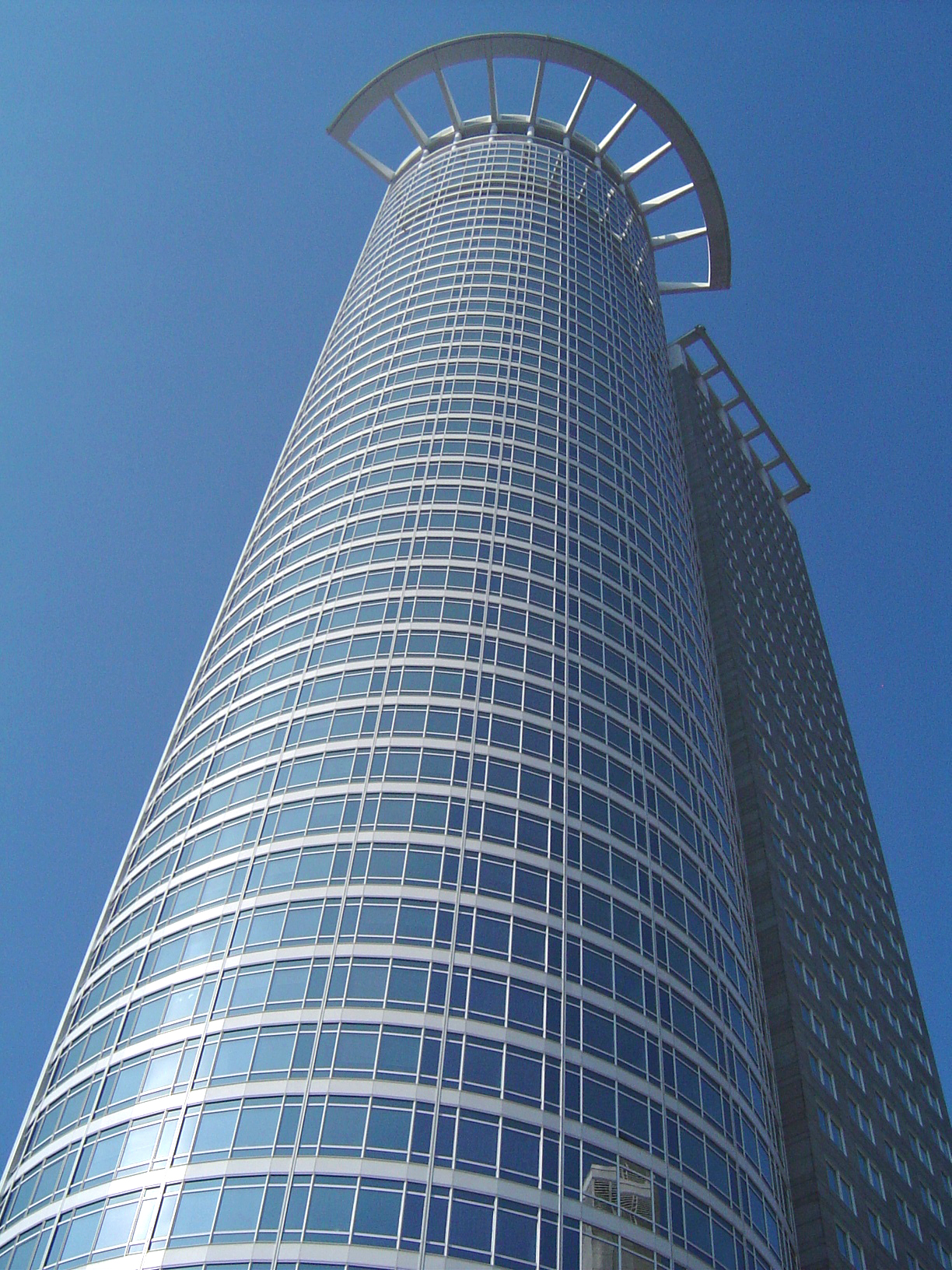
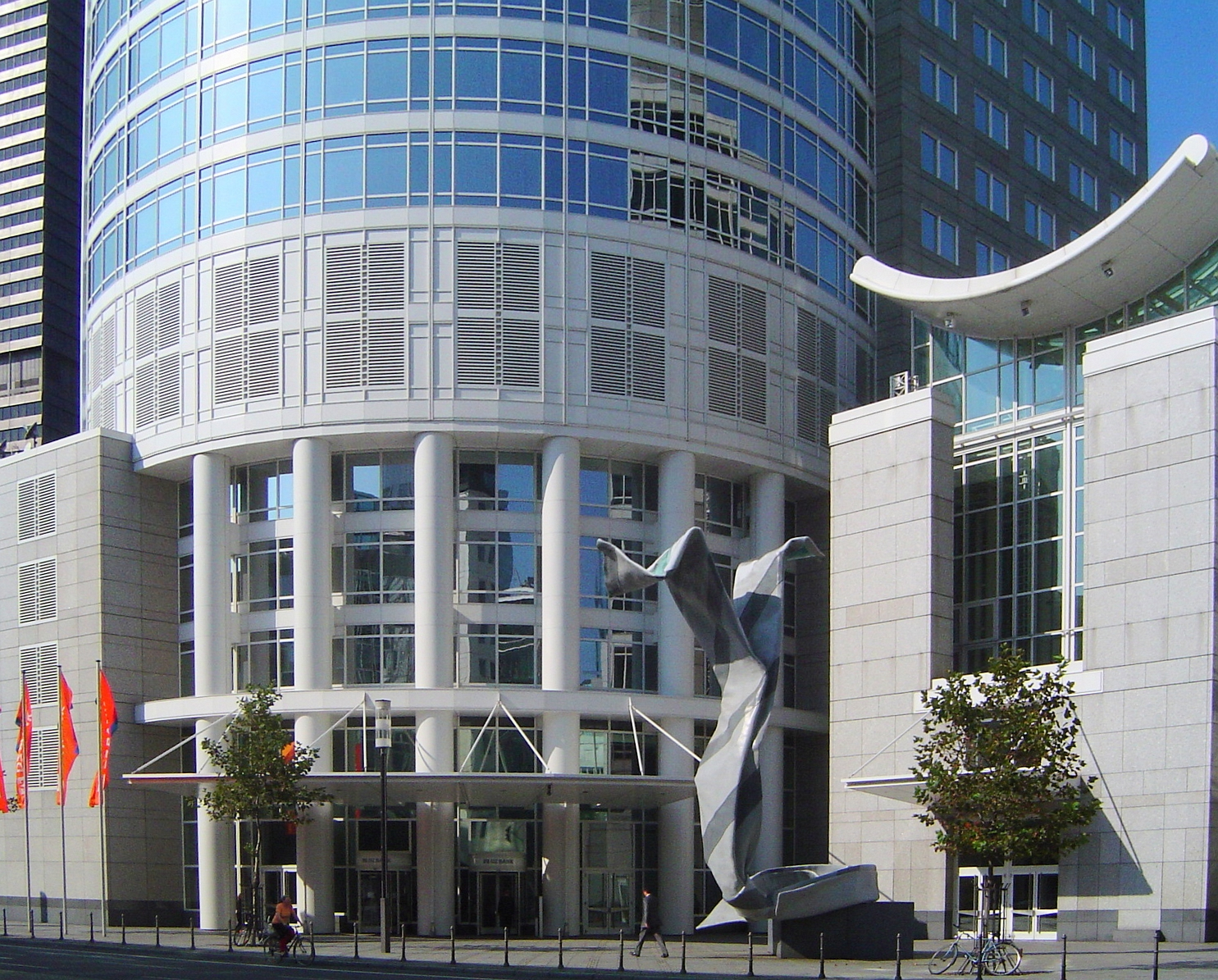
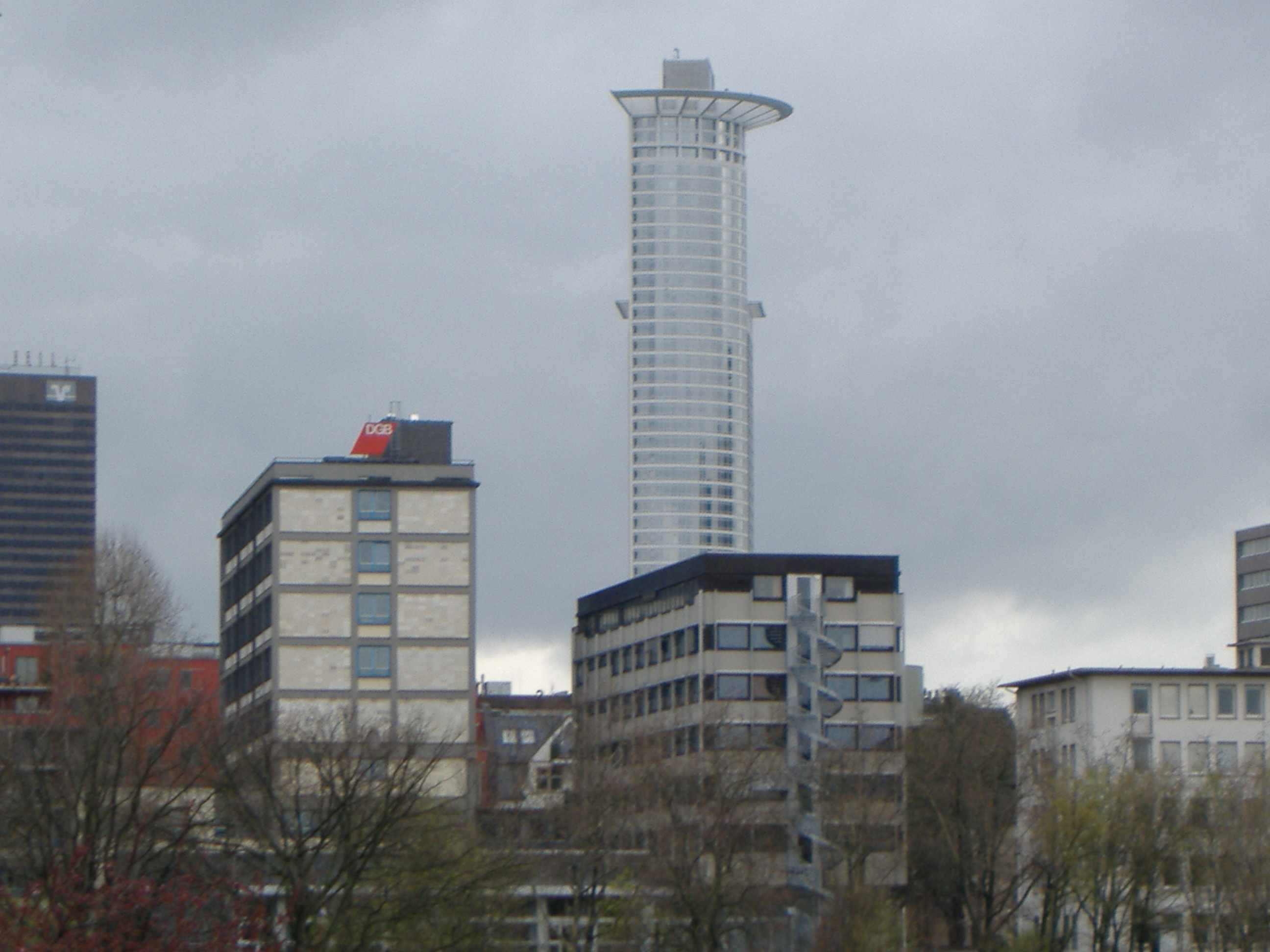
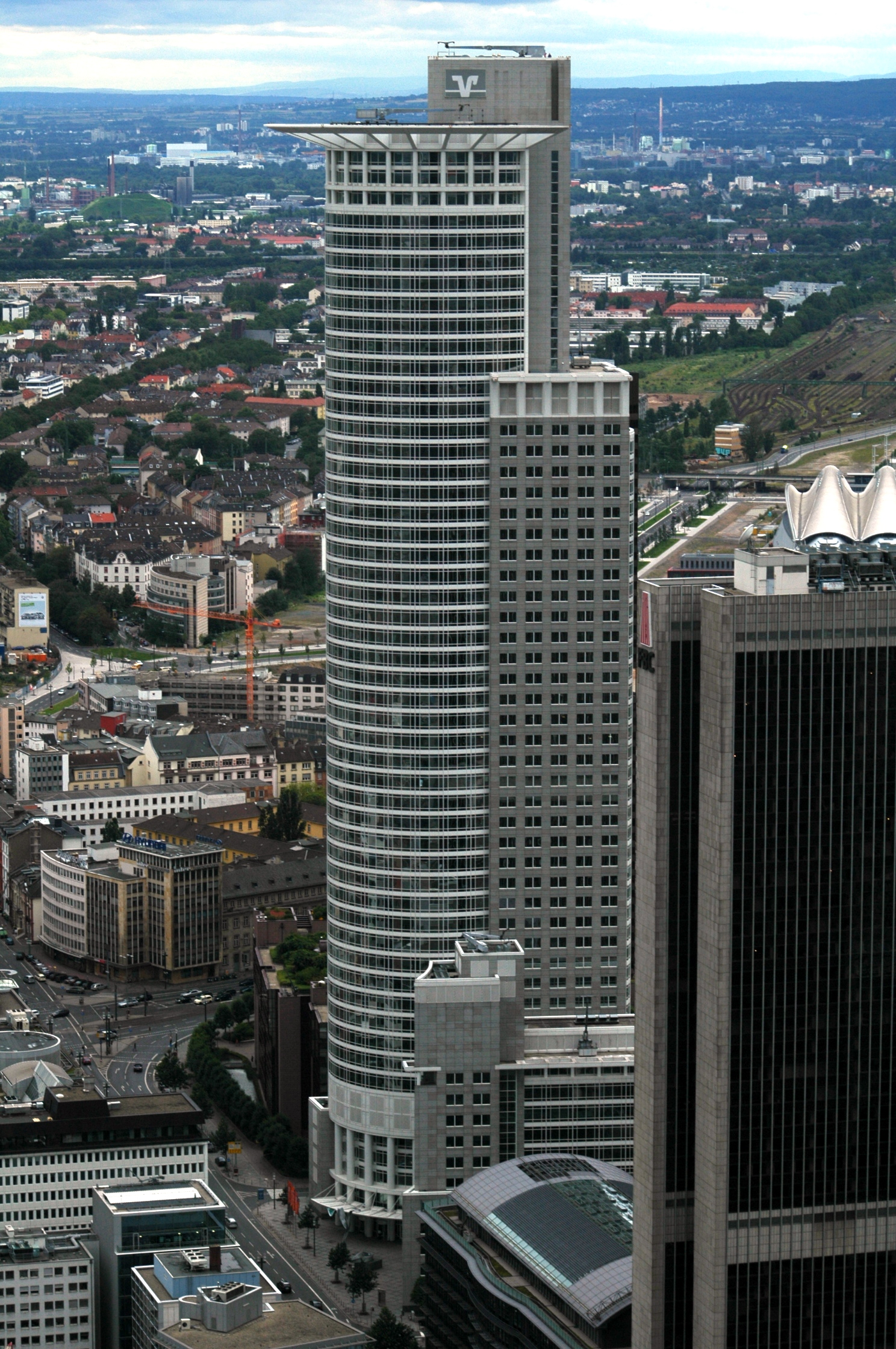
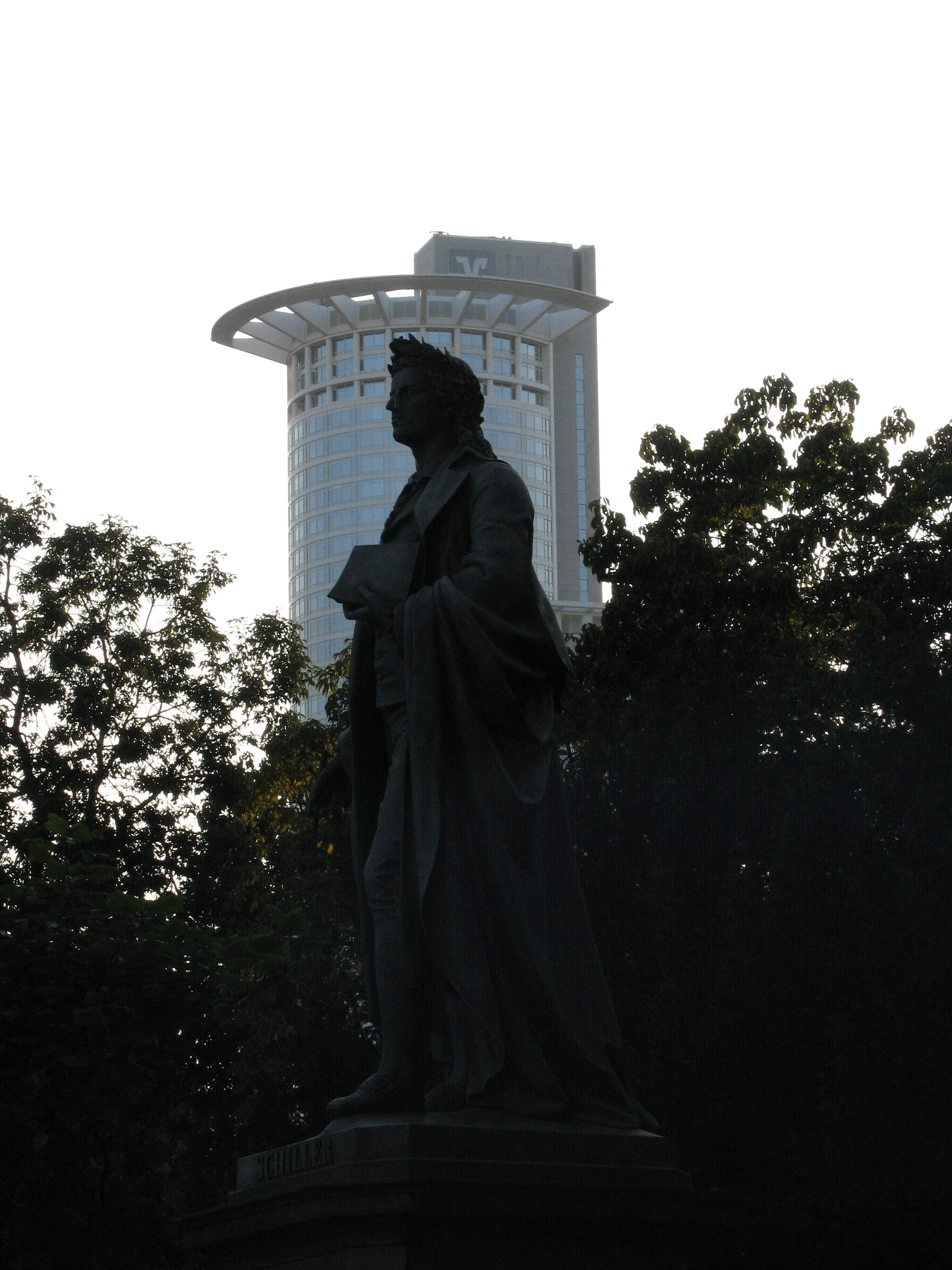